# كنيسة القديسة هيلانة (بيت لحم)
كنيسة القديسة هيلانة ببيت لحم أو كنيسة الملكة هيلانة أو كنيسة القديسة هيلانة هي كنيسة قبطية أرثوذكسية.

## وصف الكنيسة
تقع في الطابق الأول من مبنى بطريركية الأقباط الأرثوذكس. يقع باب كنيسة الملكة هيلانة مقابل دير السلطان القبطي وهو الأقرب للبطريركية القبطية. ويبدو أن الملكة هيلانة استخدمت البئر الموجود داخل الكنيسة لبناء كنيسة القيامة في القرن الرابع الميلادي. ويشير نيوفيتوس جيدًا إلى ذلك، إذ يتحدث في مخطوطته عن أحداث عام 1835، فيقول: 
"لقد وجد الأقباط مساكن وغرفًا لحجاجهم عندما قاموا بالتنقيب فوق مغارة الصليب. وكنيسة كبيرة ذات حجارة منحوتة جيدًا، وقد عثر تحت مذبح هذه الكنيسة على صهريج نصفه محفور في الصخر، والنصف الآخر مبني من الحجر، فنزعوا الجرود والحجارة المدفونة فيه، وكلفهم أموالاً كثيرة."

## هيكل الكنيسة
ولهذه الكنيسة هيكل واحد، وقد قام نيافة الأنبا باسيليوس الرابع بتوسيعها بإضافة الأماكن التي تركها، كما قام بتجديدها بالكامل، واستبدل مذبحها بمذبح رخامي جديد، وتحول هيكلها إلى الطراز القبطي. زينت الكنيسة بأيقونات قبطية جميلة، وأقيمت بالكنيسة مقصورة جديدة بها أيقونة الملكة هيلانة، ولتسهيل الوصول إلى الموقع جهز طريق يؤدي إلى البئر ووصلت الكهرباء إليه. ويقام القداس في هذه الكنيسة كل يوم ثلاثاء من كل أسبوع على مدار العام وكل يوم خلال رحلات الحج والأعياد.